# Jeffrey Brock

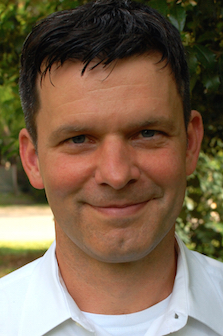
Jeffrey Brock, 2015

Jeffrey F. Brock (* 14. Juni 1970 in Bronxville) ist ein US-amerikanischer Mathematiker.
Brock studierte an der Yale University mit dem Bachelor-Abschluss 1992 und wurde 1997 an der University of California, Berkeley, bei Curtis McMullen promoviert (Iteration of mapping classes and limits of hyperbolic 3-manifolds). Als Post-Doktorand war er Gabor Szegö Assistant Professor an der Stanford University. 2000 wurde er Assistant Professor an der University of Chicago und 2003 Associate Professor und 2007 Professor an der Brown University. 2013 wurde er dort Leiter der Mathematik-Fakultät. Seit 2010 ist er stellvertretender Direktor (nach Jill Pipher) des Institute for Computational and Experimental Research in Mathematics (ICERM). Seit 2018 ist er Professor an der Yale University.
Er war Gastwissenschaftler an der University of Texas at Austin (David D. Harrington Faculty Fellow), am MSRI (an dem er 2007 Organisator des Semesterprogramms Teichmüllertheorie und Kleinsche Gruppen war) und an der Universität Toulouse (Paul Sabatier).
Er befasst sich mit Geometrie und Topologie von hyperbolischen 3-Mannigfaltigkeiten und Kleinschen Gruppen, Riemannschen Flächen und deren Teichmüller-Räumen und Grobgeometrie (coarse geometry).
Mit Yair Minsky und Richard Canary gab er 2004 einen Beweis der Ending Lamination Conjecture von William Thurston (unabhängig auch von Mary Rees).
2008 war er Guggenheim Fellow. Er ist Fellow der American Mathematical Society.
Er ist verheiratet und hat zwei Söhne und eine Tochter.

## Schriften (Auswahl)
- The Weil-Petersson metric and volumes of 3-dimensional hyperbolic convex cores. In: Journal of the American Mathematical Society. Band 16, Nr. 3, 2003, S. 495–535, doi:10.2307/30041444.
- mit Kenneth W. Bromberg: On the density of geometrically finite Kleinian groups. In: Acta Mathematica. Band 192, Nr. 1, 2004, S. 33–93, doi:10.1007/BF02441085.
- mit Richard D. Canary, Yair N. Minsky: The classification of Kleinian surface groups, II: The ending lamination conjecture. In: Annals of Mathematics. Serie 2, Band 176, Nr. 1, 2012,  S. 1–149, doi:10.2307/23234164.